# Frode Kirkebjerg
Frode Rasmussen Kirkebjerg, född 10 maj 1888 i Malt, död 12 januari 1975 i Ordrup, var en dansk ryttare.
Kirkebjerg blev olympisk silvermedaljör i fälttävlan vid sommarspelen 1924 i Paris.